# ビフォア・アイ・フォール
『ビフォア・アイ・フォール』（原題:Before I Fall）は2017年にアメリカ合衆国で公開されたドラマ映画である。監督はライ・ルッソ=ヤング、主演はゾーイ・ドゥイッチが務めた。なお、本作はローレン・オリヴァーが2010年に上梓した小説『Before I Fall』を原作としている。
日本国内において、本作は劇場未公開となったが、ネットフリックスによる配信が行われている。

## 概要
17歳の高校生、サマンサは交通事故に遭って命を落とした。しかし、どういうわけだか死ぬことが出来ないのである。死を迎える度に、彼女はその日の朝にタイムスリップしてしまうのである。この謎を解き明かしていく過程で、サマンサは自分の人生と死の意味について考察していくことになる。

## キャスト
※括弧内は日本語吹替（Netflix版）
- ゾーイ・ドゥイッチ（宇山玲加） - サマンサ・キングストン
- ハルストン・セイジ（熊谷海麗） - リンゼイ・エッジコーム〈リンジー〉
- ローガン・ミラー（英語版）（山口智広） - ケント・マックフラー
- キアン・ローリー（英語版）（浜田洋平） - ロブ・コクラン
- エリカ・トレンブレイ - イジー・キングストン
- シンシー・ウー（川井田夏海） - アリソン・ハリス〈アリー〉
- ジェニファー・ビールス（八十川真由野） - サマンサの母親
- メダリオン・ラヒミ（英語版）（橋本結） - エロディ
- ディエゴ・ボネータ - Mr.ダイムラー
- エレナ・カンプーリス（英語版）（近藤唯） - ジュリエット・サイクス
- リヴ・ヒューソン（水瀬郁） - アンナ・カーチュロ〈アナ〉
- ニコラス・リー - ダン・キングストン
- クレア・コーレット - 悪魔的なキューピッド
- ローン・カーティス - マリアン・サイクス
- テイラー・ラッセル - アシュリー

## 製作
2010年7月15日、フォックス2000・ピクチャーズはローレン・オリヴァーのデビュー作『Before I Fall』の映画化権を購入し、マリア・マジェンティに脚色を依頼したと発表した。マジェンティの脚本は高く評価され、2011年のブラックリスト (映画化されていない脚本を対象とした人気投票) にランクインした。2015年9月15日、ライ・ルッソ=ヤングが監督に起用され、ゾーイ・ドゥイッチがサマンサを演じると報じられた。10月にはオーサムネス・フィルムズが本作の製作に携わることになった。27日、ローガン・ミラー、キアン・ローリーらが本作に出演することになったとの報道があった。11月3日、ジェニファー・ビールスの出演が確定した。20日、リヴ・ヒューソンがアンナ役に起用されたと報じられた。
2015年11月16日、本作の主要撮影がカナダのブリティッシュコロンビア州で始まった。クエスト大学のキャンパス内やバンクーバーでも撮影が行われた。なお、撮影は12月19日に終了した。

## 公開
2016年5月、オープン・ロード・フィルムズが本作の北米配給券を購入したと報じられた。2017年1月21日、本作はサンダンス映画祭でプレミアを迎えた。当初、本作の北米公開日は2017年4月7日に設定されていたが、後に3月3日に前倒しされることとなった。

## 興行収入
2017年3月3日、本作は全米2346館で封切られ、公開初週末に469万ドルを稼ぎ出し、週末興行収入ランキング初登場6位となった。オープン・ロード・フィルムズは本作の宣伝のために2000万ドル余りを費やしており、この数字は期待を大きく外れたものであった。

## 評価
本作は賛否両論となっているが、好意的評価が優勢となっている。映画批評集積サイトのRotten Tomatoesには79件のレビューがあり、批評家支持率は68%、平均点は10点満点で6点となっている。サイト側による批評家の見解の要約は「『ビフォア・アイ・フォール』の題材は目新しいものではない。しかし、新進気鋭の女優、ゾーイ・ドゥイッチの見事な演技とヤングアダルト小説に特有の視点が介在することによって、ありふれた素材は活力を取り戻すことが出来た。」となっている。また、Metacriticには28件のレビューがあり、加重平均値は58/100となっている
。なお、本作のCinemaScoreはBとなっている。